# Cabiate
Cabiate (lombardul: Cabiaa) település Olaszországban, Lombardia régióban, Como megyében. Lakosainak száma 7327 fő (2023. január 1.). Cabiate Mariano Comense, Meda, Seregno és Lentate sul Seveso községekkel határos.

## Népesség
A település népességének változása:
| Lakosok száma | 7521 | 7509 | 7327 |
|               | 2017 | 2018 | 2023 |